# 中島行孝

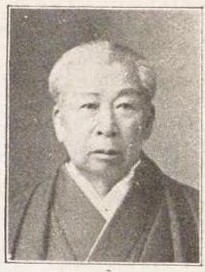
中島行孝

中島 行孝（なかじま ゆきたか、1834年9月30日（天保5年8月28日 ）- 1914年（大正3年）5月1日）は、明治から大正初期の大蔵官僚、実業家、政治家。衆議院議員。旧姓・桐生。

## 経歴
上野国佐位郡、のちの群馬県佐波郡赤堀村（赤堀町を経て現伊勢崎市）で、桐生儀兵衛の長男として生まれ、その後、中島家の養子となる。
1869年（明治2年）大蔵省に入省し、大蔵省一等属となる。牛込で私塾を開き、塾生には郷誠之助らがいた。1882年（明治15年）に退官し実業界に転じた。東京株式取引所理事、前橋電気軌道社長、東京府農工銀行取締役、同農工貯蓄銀行頭取、帝国商業銀行監査役などを務めた。
政界では、東京市会議員、同参事会員、東京府会議員に在任。1912年（明治45年）5月、第11回衆議院議員総選挙（東京府東京市、立憲国民党）で当選し、中正会に所属して衆議院議員に1期在任。任期途中の1914年5月に死去した。墓所は牛込区の宝祥寺。
郷里に思いを寄せ、農産同心儀社を設立して、農業経営の向上のため、肥料資金、農機具を寄贈した。